# Mali Grđevac
Mali Grđevac falu Horvátországban Belovár-Bilogora megyében. Közigazgatásilag Nagygordonyához tartozik.

## Fekvése
Belovár központjától légvonalban 33, közúton 42 km-re délkeletre, községközpontjától légvonalban 9, közúton 12 km-re keletre a Bilo-hegység délnyugati lejtőin, a Grđevica-patak mentén fekszik.

## Története
A település határában a történelem előtti emberi jelenlétre utaló leletek kerültek elő. Területe a 17. század közepétől népesült be, amikor a török által elpusztított, kihalt területre folyamatosan telepítették be a keresztény lakosságot. 1774-ben az első katonai felmérés térképén „Dorf Mali Gergyevecz” néven találjuk. A település katonai közigazgatás idején a szentgyörgyvári ezredhez tartozott. 
Lipszky János 1808-ban Budán kiadott repertóriumában „Gergyevecz (Mali)” néven szerepel. Nagy Lajos 1829-ben kiadott művében „Gergyevecz (Mali)” néven 43 házzal, 13 katolikus és 222 ortodox vallású lakossal találjuk.
A katonai közigazgatás megszüntetése után Magyar Királyságon belül Horvát-Szlavónország részeként, Belovár-Kőrös vármegye Grubisno Poljei járásának része volt. 1857-ben 262, 1910-ben 562 lakosa volt. 1910-ben a népszámlálás adatai szerint lakosságának 80%-a szerb, 3%-a horvát, 16%-a magyar anyanyelvű volt. 1918-ban az új szerb-horvát-szlovén állam, majd később Jugoszlávia része lett.
1941 és 1945 között a németbarát Független Horvát Államhoz, majd a háború után a szocialista Jugoszláviához tartozott. 1991-től a független Horvátország része. 1991-ben lakosságának 85%-a szerb nemzetiségű volt. A délszláv háború kirobbanása után szerb szabadcsapatok ellenőrizték. 1991. november 2-án az Otkos 10 hadművelet harmadik napján foglalta vissza a horvát hadsereg. A szerb lakosság elmenekült. 2011-ben mindössze 6 lakosa volt.

## Lakossága
| Lakosság változása | Lakosság változása | Lakosság változása | Lakosság változása | Lakosság változása | Lakosság változása | Lakosság változása | Lakosság változása | Lakosság változása | Lakosság változása | Lakosság változása | Lakosság változása | Lakosság változása | Lakosság változása | Lakosság változása | Lakosság változása |
| ------------------ | ------------------ | ------------------ | ------------------ | ------------------ | ------------------ | ------------------ | ------------------ | ------------------ | ------------------ | ------------------ | ------------------ | ------------------ | ------------------ | ------------------ | ------------------ |
| 1857               | 1869               | 1880               | 1890               | 1900               | 1910               | 1921               | 1931               | 1948               | 1953               | 1961               | 1971               | 1981               | 1991               | 2001               | 2011               |
| 262                | 311                | 304                | 504                | 567                | 562                | 535                | 524                | 317                | 349                | 288                | 286                | 240                | 205                | 13                 | 6                  |

## Nevezetességei
Szent Demeter tiszteletére szentelt pravoszláv parochiális temploma. A településen már 1796-ban említenek egy fatemplomot. A mai templomot később építették. 1932-ig Velika Pisanicához tartozott, ekkor a falunak önálló parókiája lett. A délszláv háború idejében ismeretlenek súlyosan megrongálták. Értékes ikonosztáza és berendezése megsemmisült.